# أمين الغريب
أمين بن منصور بن شاهين أغا زهران الغريب (1881 - 1971 م) هو أديب لبناني مهجري وكاتب صحفي. وُلد في لبنان وتوفي في مدينة ساو باولو بالبرازيل. له إسهامات بارزة في الصحافة والأدب، وكتب في مجالات الأدب والاجتماع، وأصدر عدة مؤلفات وصحف خلال مسيرته.

## حياته

### هجرته الأولى
هاجر أمين الغريب إلى نيويورك عام 1903، حيث كتب في الصحف العربية الصادرة هناك، وأصدر جريدة المهاجر. بعد خمس سنوات، عاد إلى بيروت عام 1908، وأسس جريدة الحارس الأسبوعية.

### منفاه
في عام 1914، نفته السلطات العثمانية إلى الأناضول بسبب نشاطه السياسي والفكري، واستمر في المنفى حتى عام 1918 إذ بدأت أمارات الدولة العثمانية بالسقوط تظهر. بعد عودته، استقر في حلب، وسمع البريطانيون عن مهاراته الكتابية العربية، فعُيِّن مترجمًا للحاكم العسكري البريطاني. وفي عام 1920 انتقل إلى دمشق، حيث عمل معاونًا في إدارة الأمور الخارجية لشؤون الترجمة. ثم عاد إلى لبنان عام 1921، وأعاد إصدار جريدة الحارس. تنقل الغريب بين بيروت والقاهرة، حيث عمل في جريدة الأهرام المصرية، كما شارك في تحرير مجلة الأديب الصادرة في بيروت.

### هجرته الأخيرة
في عام 1945، هاجر إلى البرازيل، حيث استقر في مدينة ساو باولو. هناك، واصل نشاطه الصحفي وأصدر جريدة الحارس مجددًا، واستمر في عمله حتى وفاته.

## مؤلفاته
ألّف أمين الغريب 11 كتابًا في مجالات الأدب والاجتماع، من أبرزها:
1. أشواك ورد
2. الحياة النباتية
3. أخبار وأفكار
4. في زوايا القصور
5. الخليقة ونظامها
6. فوائد منزلية
7. أسماء البنات: معانيها وعلاقتها التاريخية
8. الحب المكتوب (قصة مترجمة عن اللغة الإنجليزية)

كما نظم الشعر والزجل، وله مشاركات أدبية متعددة في هذا المجال.